# Michiru Yamane
Michiru Yamane (山根ミチル, Yamane Michiru) és una compositora nipona de música de videojocs nascuda el 1963, i coneguda per la participació en alguns títols de la saga Castlevania i altres produïts per Koji Igarashi o Skull Girls.

## Trajectòria
Yamane estudià piano des de la infància, i es matriculà a un institut de secundària especialitzat en eixe instrument, al qual assistien altres alumnes més virtuosos, raó per la qual ell decidí encarar la seua carrera universitària cap a la composició, amb una tesi doctoral sobre Bach; abans del quart any d'estudis, mentre buscava ofertes de treball per a canviar de faena —llavors treballava mitja jornada com a professora— en trobà una en l'empresa de videojocs Konami: allí participà com a compositora parcial, primerament en el joc Ganbare Goemon 2, després en alguns títols de recreativa i de Game Boy, i en acabant per a Super Famicom i Sega Mega Drive en Rocket Knight Adventures, abans d'encarregar-se per complet de la banda sonora de l'Akumajō Dracula de Mega Drive —un sistema del qual té bon record per com no només havia de compondre sinó sintetitzar la música per al seu xip d'àudio—, encara que el seu treball més destacat és el de d'Akumajō Dracula X: gekka no yasōkyoku.
Abans, Yamane també havia col·laborat en títols (i sistemes) com Gradius II (MSX), SD Snatcher (PC Engine CD-ROM), Teenage Mutant Ninja Turtles: Fall of the Foot Clan (Game Boy) o Contra: The Hard Corps (MD), en els quals conegué altres compositors com Akira Yamoka o Yuzo Koshiro, i productors com Hideo Kojima o Koji Igarashi; després d'aconseguir notorietat amb els Castlevania i de deixar Konami el 2008 per a compondre pel seu compte, Yamane participà en Suikoden III i IV, Rumble Roses, Elebits o Winning Eleven 2002.
Després de l'èxit del primer Castlevania per a Game Boy Advance, Igarashi la llogà de nou per al joc següent, Harmony of Dissonance.
Després de l'eixidia d'Igarashi de Konami, Yamane tornà a treballar amb ell en la musicació del Bloodstained: Ritual of the Night, del qual oferí una interpretació en viu a Mèxic:
com a joc d'inspiració metroidvania, Yamane conservà l'estil romàntic dels seus Castlevania, encara que sense els temes clàssics de la sèrie.
Quant a gusts personals, Yamane escolta Dream Theater i li agraden els dos primers jocs de Tomb Raider, per l'ambientació sonora, encara que no tenen música.